# Incesto na Bíblia
O incesto na Bíblia se refere a relações sexuais entre relações de parentesco próximas que são proibidas pela Bíblia Hebraica. Essas proibições são encontradas principalmente em Gênesis 20:11–13, Levítico 18:8–18 e Levítico 20:11–21, mas também em Deuteronômio. As visões judaicas sobre o incesto são baseadas nas categorias bíblicas de relacionamentos proibidos e foram sujeitas a interpretações rabínicas no Talmude. Os caraítas rejeitam a autoridade das opiniões talmúdicas e interpretam as proibições bíblicas de maneira diferente. As várias denominações cristãs estabelecem suas próprias categorias de relações incestuosas proibidas, que mudam de tempos em tempos. As leis de muitos países a respeito de relacionamentos proibidos não seguem necessariamente as proibições bíblicas nem as de qualquer igreja em particular.
Alguns livros da Bíblia, particularmente as primeiras partes da Torá, contêm narrativas de indivíduos que tiveram relações sexuais com parentes próximos; embora isso possa ser interpretado como incesto, a endogamia é uma interpretação alternativa. A Bíblia não proíbe, por exemplo, o casamento de primos, mas proíbe relações sexuais com vários outros parentes próximos.
Nos tempos antigos, as nações tribais preferiam casamentos endogâmicos (com parentes); o casamento com um primo ou prima era considerado ideal, e muitas vezes até se proibia que uma filha mais velha se casasse fora da família. O casamento com uma meia-irmã, por exemplo, considerado incesto pela maioria dos países atualmente, era algo comum entre os faraós egípcios; da mesma forma, o Livro do Gênesis retrata Sara casando-se com Abraão, seu meio-irmão, sem criticar a estreita relação genética entre eles (pois já eram casados antes do chamado de Deus a Abraão, portanto o casamento não foi feito pelas leis divinas, e sim as vigentes na época), e o Livro de Samuel trata o casamento de um príncipe real com sua meia-irmã como incomum, não como condenável.

## Relacionamentos proibidos
Em Levítico 18:7–18 e Levítico 20:11–21 encontramos listas de relações proibidas, sendo que a segunda lista especifica punições para tais uniões, embora seja muito mais curta que a primeira.Críticos bíblicos consideram que as listas eram originalmente documentos independentes e que foram juntadas em um ponto posterior. O código deuteronômico fornece uma lista ainda mais simples – proíbe a relação de um homem com a filha de seus pais (incluindo sua irmã), a esposa de seu pai (incluindo sua mãe) e sua sogra. Na Bíblia Hebraica, relações sexuais entre irmãos eram proibidas para judeus mas permitidas para gentios (não-judeus).
As relações explicitamente proibidas em Levítico 18 são:
- com sua mãe ou seu pai (Lv 18:7)
- com sua madrasta (Lv 18:8)
- com uma irmã (Lv 18:9) ou meia-irmã sua (Lv 18:11)
- com uma neta sua (Lv 18:10)
- entre uma mulher e sua filha ou neta  (Lv 18:17)
- com uma tia sua ou um tio seu (Lv 18:12–14)
- com uma nora sua (Lv 18:15)
- com a esposa de um irmão (Lv 18:16), com exceção de levirato
- com uma irmã da esposa, enquanto a esposa estiver viva, mesmo no caso de divórcio (Lv 18:18)

A tabela a seguir resume as relações proibidas (destacadas em vermelho):
|                                                 |                              |                              | Levítico 18 | Levítico 20 | Deuteronômio |
| Esposa do avô (incluindo avó)                   |                              |                              |             |             |              |
| Esposa do pai                                   | Esposa do pai                | Mãe                          |             |             |              |
| Esposa do pai                                   | Esposa do pai                | Madrasta                     |             |             |              |
| Sogra                                           |                              |                              |             |             |              |
| Tia                                             | Irmã do pai                  | Irmã do pai                  |             |             |              |
| Tia                                             | Esposa do tio                | Esposa do irmão do pai       |             |             |              |
| Tia                                             | Esposa do tio                | Esposa do irmão da mãe       |             |             |              |
| Filha do pai                                    | Meia-irmã (por parte da mãe) | Meia-irmã (por parte da mãe) |             |             |              |
| Filha do pai                                    | Filha do pai                 | Irmã                         |             |             |              |
| Filha do pai                                    | Filha do pai                 | Meia-irmã (por parte do pai) |             |             |              |
| Meia-irmã                                       |                              |                              |             |             |              |
| Cunhada (se a esposa ainda estivesse viva)      |                              |                              |             |             |              |
| Sobrinha                                        |                              |                              |             |             |              |
| Filha da esposa                                 | Filha da esposa              | Filha                        |             |             |              |
| Filha da esposa                                 | Filha da esposa              | Enteada                      |             |             |              |
| Nora                                            |                              |                              |             |             |              |
| Filha do(a) filho(a) da esposa (incluindo neta) |                              |                              |             |             |              |

Observe que as proibições não mencionam explicitamente as relações sexuais entre um homem e sua própria filha. Embora a primeira relação mencionada após a proibição levítica de sexo com "parentes próximos" nomeie a de "teu pai", deve ser levado em consideração que o texto original hebraico só se dirige a judeus do sexo masculino com relação a suas parentes do sexo feminino. O Talmude justifica a ausência dizendo que a proibição era óbvia, especialmente dada a proscrição contra um relacionamento com uma neta, embora alguns estudiosos bíblicos tenham proposto que a proibição estava originalmente na lista mas, devido a um erro do escriba, foi acidentalmente deixada de fora da cópia da qual dependem, em última instância, as versões modernas do texto. A segunda lista no código de Santidade difere visivelmente da primeira por não incluir os parentes mais próximos, o que supostamente também se explicaria pela obviedade. Pode-se argumentar que a proibição explícita de se envolver em atividade sexual com uma mulher, bem como com sua filha proíbe implicitamente a atividade sexual entre um homem e sua filha. No entanto, poderia também se sugerir o contrário (o texto original não é claro neste ponto), uma vez que menciona apenas que "elas" (isto é, a mulher e a filha) são parentes. Calvino não considerou a relação pai-filha explicitamente proibida pela Bíblia, mas mesmo assim a considerou imoral.
Com exceção do caso da filha, a primeira lista de incesto no Levítico produz aproximadamente as mesmas regras aplicadas na cultura árabe primitiva (pré-islâmica); no Islã, essas regras pré-islâmicas tornaram-se estatutárias.
Ezequiel dá a entender que, em sua época, os casamentos entre um homem e sua madrasta, nora irmã, eram frequentes. Esta situação parece ser o alvo da versão deuteronômica da proibição do incesto, que aborda apenas as mesmas três questões (embora proibindo a sogra no lugar da nora). Os primeiros comentadores rabínicos, em vez disso, argumentam que a lista deuteronômica é curta assim porque as outras relações possíveis eram obviamente proibidas, e essas três eram as únicas ligações difíceis de detectar, devido ao fato de que, naquela época, a madrasta, as meias-irmãs e a sogra de um homem geralmente moravam na mesma casa que ele (antes de qualquer relação).
Além disso, primos não são incluídos nas listas de relacionamentos proibidos.

### Regras específicas de gênero
As listas bíblicas não são simétricas – as regras implícitas para as mulheres não são as mesmas - elas se comparam da seguinte forma:
|                                                   |                                   |                                   | Levítico 18 | Levítico 20 | Deuteronômio |
| Cônjuge do avô ou avó                             |                                   |                                   |             |             |              |
| Cônjuge do pai ou da mãe                          | Cônjuge do pai ou da mãe          | Pai ou mãe                        |             |             |              |
| Cônjuge do pai ou da mãe                          | Cônjuge do pai ou da mãe          | Padrasto ou madrasta              |             |             |              |
| Sogro(a)                                          |                                   |                                   |             |             |              |
| Tio/tia                                           | Irmão do pai ou da mãe            | Irmão do pai ou da mãe            |             |             |              |
| Tio/tia                                           | Cônjuge do(a) tio/tia             | Cônjuge da(o) irmã(o) do pai      |             |             |              |
| Tio/tia                                           | Cônjuge do(a) tio/tia             | Cônjuge da(o) irmã(o) do pai      |             |             |              |
| Filho(a) dos pais                                 | Meia(o)-irmã(o)o (do lado da mãe) | Meia(o)-irmã(o)o (do lado da mãe) |             |             |              |
| Filho(a) dos pais                                 | Filho(a) do pai                   | Irmã(o)                           |             |             |              |
| Filho(a) dos pais                                 | Filho(a) do pai                   | Meia(o)- irmã(o) (do lado do pai) |             |             |              |
| Meia(o)-irmã(o)                                   |                                   |                                   |             |             |              |
| Cunhado(a) (se o(a) cônjuge ainda estava vivo(a)) |                                   |                                   |             |             |              |
| Sobrinho(a)                                       | Filho(a) de irmã(o)               | Filho(a) de irmã(o)               |             |             |              |
| Sobrinho(a)                                       | Sobrinho(a)-cunhado(a)            | Filho(a) do irmão da esposa       |             |             |              |
| Sobrinho(a)                                       | Sobrinho(a)-cunhado(a)            | Filho(a) da irmã do esposo        |             |             |              |
| Filho(a) do(a) cônjuge                            | Filho(a) do(a) cônjuge            | Filho(a)                          |             |             |              |
| Filho(a) do(a) cônjuge                            | Filho(a) do(a) cônjuge            | Enteado(a)                        |             |             |              |
| Genro ou nora                                     |                                   |                                   |             |             |              |
| Neto(a) do(a) cônjuge (incluindo neto(a))         |                                   |                                   |             |             |              |

## Relacionamentos incestuosos mencionados na Bíblia
A Bíblia menciona uma série de relações sexuais entre parentes próximos, a maioria das quais se relaciona com o período pré-Sinai, antes da entrega da lei mosaica:
- Em Gênesis 9:20–27, Cam viu seu pai Noé nu. O Talmude sugere que Cam pode ter sodomizado Noé.[17] Em tempos mais recentes, alguns estudiosos sugeriram que Ham pode ter tido relações sexuais com a esposa de seu pai.[18][19]
- Naor, irmão de Abraão, casou-se com sua sobrinha Milca, filha de seu outro irmão, Harã.[20]
- Vivendo em uma área isolada após a destruição de Sodoma e Gomorra, as duas filhas de Ló conspiraram para embriagar e seduzir seu pai devido à falta de parceiros disponíveis. Devido à embriaguez, Ló "não percebeu" quando sua filha mais velha e, na noite seguinte, sua filha mais nova se deitaram com ele. Dessas relações, sua filha mais velha gerou a Moabe e sua filha mais nova a Ben Ami.[21] Portanto, as crianças que nasceram eram, ao mesmo tempo, filhos e netos de Ló. Da mesma forma, seus filhos também eram meio-irmãos (entre eles e com as mães) por parte de pai, e também primos, já que suas mães eram suas irmãs.[22]
- Em uma das histórias em que uma esposa é confundida com uma irmã, Abraão admitiu que sua esposa Sara era sua meia-irmã - filha de seu pai, mas não de sua mãe.[23] No entanto, na literatura rabínica, Sara é considerada sobrinha de Abraão (filha de seu irmão, Harã).
- O filho primogênito de Jacó, Rúben, fez sexo com a concubina de seu pai, Bila.[24]
- Judá, o quarto filho de Jacó, confundiu sua nora Tamar com uma prostituta enquanto ela usava véu, e teve relações sexuais com ela, nascendo, dessa relação, os gêmeos Perez e Zerá.[25]
- Anrão casou-se com sua tia paterna Joquebede, mãe de Miriã, Aarão e Moisés. No entanto, de acordo com a Septuaginta, ela era sua prima.[26]
- Amnom, filho mais velho do rei Davi e herdeiro do trono, estuprou sua meia-irmã Tamar. O irmão de Tamar, Absalão, soube do incidente e, dois anos depois, ordenou que seus servos mandassem matar Amnom. Em vão com Amnom, Tamar disse: "Agora, pois, fala ao rei, porque ele não me privará de ti".[27][28]
- Herodes Antipas, tetrarca da Galileia e da Pereia, relacionou-se com Herodias, esposa de seu irmão Filipe. Tal relação foi repreendida por João Batista, que declarou: "não te é lícito possuir a mulher de teu irmão".[29]

## Leitura Adicional
- Akerly, Ben Edward, The X-Rated Bible: An Irreverent Survey of Sex in the Scriptures (Feral House, 1998) ISBN 0-922915-55-5; pp. 1-13